# 茨維坦·索科洛夫
茨維坦·索科洛夫（1989年12月31日—）是一位保加利亞排球運動員。他現在效力於土耳其排球聯賽球隊安卡拉銀行。他也代表保加利亞國家男子排球隊參賽，參加了2012年倫敦奧運會。